# Агробізнес
Агробізнес — це галузь, підприємства та галузь дослідження ланцюжків вартості в сільському господарстві та в біоекономіці, у цьому випадку його також називають біобізнесом або біопідприємство. Основною метою агробізнесу є максимізація прибутку при стабільному задоволенні потреб споживачів у продуктах, пов’язаних із природними ресурсами, такими як біотехнології, ферми, продукти харчування, лісове господарство, рибальство, паливо та волокна — як правило, за винятком невідновлюваних ресурсів, таких як видобуток.
Дослідження зростання та ефективності бізнесу в сільському господарстві виявили, що успішні сільськогосподарські підприємства є внутрішньо економічно ефективними та працюють у сприятливому економічному, політичному та фізично-органічному середовищі. Вони здатні розширюватися та отримувати прибутки, підвищувати продуктивність землі, праці та капіталу, а також утримувати свої витрати на низькому рівні, щоб забезпечити конкурентоспроможність ринкових цін.
Агробізнес не обмежується фермерством. Він охоплює ширший спектр через систему агробізнесу, яка включає постачання ресурсів, додану вартість, маркетинг, підприємництво, мікрофінансування та консультування сільського господарства.

## Еволюція концепції агробізнесу
Слово «агробізнес» - це портманто слів сільське господарство та бізнес. Найдавніше відоме використання цього слова було в томі 155 канадського альманаху та довідника, опублікованого в 1847 році. Хоча більшість практиків визнають, що він був створений у 1957 році двома професорами Гарвардської школи бізнесу, Джоном Девісом і Реєм Голдбергом, після того, як вони опублікували книгу «Концепція агробізнесу».

## Подальше читання
- Wilkinson, John. The Globalization of Agribusiness and Developing World Food Systems. Monthly Review.
- Gitta, Cosmas and South, David (2012). Southern Innovator Magazine Issue 3: Agribusiness and Food Security: United Nations Office for South-South Cooperation. ISSN 2222-9280
- https://web.archive.org/web/20160304034828/http://www.ifama.org/files/IS_Ledesma_Formatted.pdf